# Грибулина, Ирина Евгеньевна
Ирина Евгеньевна Грибулина (род. 29 сентября 1953, Сочи) — советский и российский композитор, поэтесса, певица. В 2006 году была награждена орденом Ломоносова за вклад в музыкальную культуру России.

## Биография
Ирина Грибулина родилась 29 сентября 1953 года в Сочи в семье творческих людей. Мать Ирины была известной в Сочи опереточной актрисой и певицей, а отец — журналистом и литератором. В четыре года она уже писала стихи и музыку, выступала на сцене родного города Сочи.
С 1962 года по 1972 год училась в Центральной музыкальной школе при Московской консерватории, в классе Дмитрия Кабалевского, затем — в консерватории. С 14-летнего возраста стала выступать на профессиональной эстрадной сцене вместе с известными отечественными исполнителями тех лет. Была соведущей телепрограммы «Будильник», «Шире круг», «Утренняя почта», «В субботу вечером», «Музыкальный детский клуб». Писала музыку к театральным постановкам (спектаклю Льва Дурова «Жестокие игры» в Театре на Малой Бронной, спектаклям Аркадия Райкина, «Ералашу», телевизионным фильмам. После окончания консерватории Грибулина стала не только исполнительницей собственных песен, но и начала сотрудничать в качестве композитора и поэтессы со многими известными отечественными певцами и актёрами. Первыми исполнителями её песен стали Валерий Леонтьев и Людмила Гурченко. Постепенно песни Грибулиной появились репертуаре и других артистов: Иосифа Кобзона (более 30 песен), Розы Рымбаевой, Бориса Моисеева, Анне Вески, Валерия Ободзинского, Валентины Толкуновой, Сергея Шакурова, Екатерины Гусевой, Александра Маршала, Евгения Кемеровского, Николая Караченцова, Александра Абдулова, Юлиана, Сергея Рогожина, Наташи Богацкой, Анжелики Агурбаш, Николая Ерёменко, Эммануила Виторгана и других известных исполнителей. В 1980-е годы особой известностью пользовались песни в исполнении самой Ирины, в числе которых «Недотрога», «Подруга», «Рыбы, птицы, звери», «Лето», «Разведённые мосты». В 1987 году для новогоднего «Голубого огонька» на песню Грибулиной «Ссора», которую она исполнила в дуэте с Николаем Караченцовым, был снят один из первых в СССР отечественных видеоклипов. Популярность этой песни была настолько велика, что через некоторое время Караченцов и Грибулина записали ещё одну совместную песню — «Бюрократ», которая, вопреки ожиданиям, событием всё же не стала.
Ирина Грибулина является автором музыки также для детских музыкальных спектаклей «Волшебник Мастер ФЛО», «Оскар и Розовая дама» в Театре Луны, мультфильмов «Незнайка в солнечном городе», «Незнайка, превращения продолжаются» и др., ею написано огромное количество музыки к выпускам «„Ералаша“» Б.Грачевского. Среди написанных И.Грибулиной «Гимнов» — песни об Астане, Донецке, Марокко, Украине, Костроме, Воронеже, Ступино, Пущино, Карелии, Сергиев-Посаде, Подпорожье, Юрмале, Владивостоке, Ямале, гимн Спорту и др., для компаний- КАЗНАЧЕЙСТВО РОССИИ, ПЕНСИОННЫЙ ФОНД РЖД, ФИНАНСОВАЯ СЛУЖБА МВД РОССИИ, КОНФАЭЛЬ, АУДИ, МОРТАДЕЛЬ, ПЖИ, СТРОЙИНДУСТРИЯ, ГИМН РОССИЙСКОМУ ЦИРКУ (к 100-летию) , БАЛТИЙСКАЯ СТРОИТЕЛЬНАЯ КОМПАНИЯ, ФСК и др.
В 2014 году в Театре Луны вышел новый мюзикл Грибулиной «Шантеклер» (постановка Сергея Проханова). В настоящее время она работает как педагог и продюсер. Даёт мастер-классы по вокалу, по композиции. Ведёт программу «Все плюсы зрелого возраста» на московском телеканале «Доверие».
Опытная ведущая, в том числе на ТВ («Будильник», муз. программы «Шире круг», «Утренняя почта», ток-шоу «50+» на телеканале «Москва-Доверие»). Много работает в кино («Пока бьют часы», «Спасите наши души», «Ералаш», «Бенефис Ларисы Голубкиной» и др.), театре («Оскар и Розовая дама», «Жестокие игры», «Шантеклер», «Карлсон на Луне»), мультипликации («Незнайка, превращения продолжаются», «38 попугаев» и др.) в качестве композитора и исполнителя песен.
Ирина Грибулина активно гастролирует с сольными концертами, выступает на различных площадках, в том числе на корпоративных мероприятиях, юбилеях, днях города, и др. Имеет свой продюсерский центр с готовыми программами выступлений известных артистов.
Ирина Грибулина является, как правило, автором и музыки, и стихов к своим песням, но иногда пишет музыку и на чужие стихи. Живёт и работает в Москве.

## Личная жизнь
- Ирина Грибулина четырежды была замужем; после развода со своим третьим мужем Владимиром Маргойтом, с которым прожила десять лет в Юрмале, покинула Россию и несколько лет жила в Италии, затем вернулась в Москву[7].
- Дочь — Анастасия Грибулина (род. 17 октября 1996 года) — актриса[15].

## Авторская дискография
- 2001 — «Подруга» (CD)
- 2007 — «Судьба-гадалка» (CD)[7]

## Популярные песни

### В собственном исполнении
- «Недотрога» (музыка Ирины Грибулиной, слова Владимира Маргойта)
- «Разведённые мосты» (музыка Ирины Грибулиной, слова Владимира Маргойта)
- «Жигули» (музыка Ирины Грибулиной, слова Михаила Танича)
- «Веснушки» (музыка Ирины Грибулиной, слова Михаила Танича)
- «Судьба-гадалка» (музыка и слова Ирины Грибулиной)
- «Подруга» (музыка и слова Ирины Грибулиной)
- «Ссора» (музыка Ирины Грибулиной, слова Владимира Маргойта) — дуэт с Николаем Караченцовым
- «Бюрократ» (музыка и слова Ирины Грибулиной) — дуэт с Николаем Караченцовым
- «Больно» (музыка и слова Ирины Грибулиной) — дуэт с Николаем Ерёменко
- «Рыбы, птицы, звери…» (музыка Ирины Грибулиной, слова Владимира Маргойта)
- «Вот и всё прошло» (музыка и слова Ирины Грибулиной)
- «Белый голубь» (музыка и слова Ирины Грибулиной)[9]
- «Я не могу тебе сказать люблю» (музыка и слова Ирины Грибулиной) — дуэт с Акимом Салбиевым

### В исполнении других артистов
- «Лето» (музыка и слова Ирины Грибулиной), исполняет Николай Караченцов
- «Маленький человек» (музыка и слова Ирины Грибулиной), исполняет Николай Караченцов[16]
- «Дорога» (музыка Ирины Грибулиной, слова Ильи Резника), исполняет Сергей Шакуров
- «Мне гадалка нагадала…» (музыка и слова Ирины Грибулиной), исполняет Сергей Шакуров
- «Джокки» (музыка и слова Ирины Грибулиной), исполняет Людмила Гурченко
- «Доченька» (музыка и слова Ирины Грибулиной), исполняет Иосиф Кобзон
- «Тётя Циля» (музыка Ирины Грибулиной, слова Владимира Баграмова), исполняет Иосиф Кобзон
- «Поздняя любовь» (музыка и слова Ирины Грибулиной), исполняет Иосиф Кобзон
- «Эх, молодость» (музыка и слова Ирины Грибулиной), исполняет Иосиф Кобзон
- «Странница» (музыка и слова Ирины Грибулиной), исполняет Анжелика Агурбаш
- «Друзья» (музыка и слова Ирины Грибулиной) исполняет Анне Вески
- «Бумажные журавлики» (музыка и слова Ирины Грибулиной), исполняет Роза Рымбаева[9]
- «Улетаю в небо» (музыка и слова Ирины Грибулиной), исполняет Борис Моисеев

## Фильмография

### Композитор
- 1975 год — «Бенефис Ларисы Голубкиной»
- 1977 год — «Незнайка в Солнечном городе» (5-я серия «Превращения продолжаются») — (анимационный)
- 1986 год — «Однажды весной» (Фильм-концерт, ТВ) — ведущая, совместно с Сергеем Дитятевым
- 1986 год -  «Однажды летом» (Фильм-концерт, ТВ) — исполнила 2 свои песни, ведущая, совместно с Сергеем Дитятевым
- 2008 год — «Спасите наши души»

## Награды и признание
- Орден Ломоносова Общероссийской общественной организации "Академия проблем безопасности, обороны и правопорядка (2006 год) — за вклад в музыкальную культуру России[17].
- Заслуженная артистка РФ[6][18][19].